# 15-cm-Turmhaubitze 1

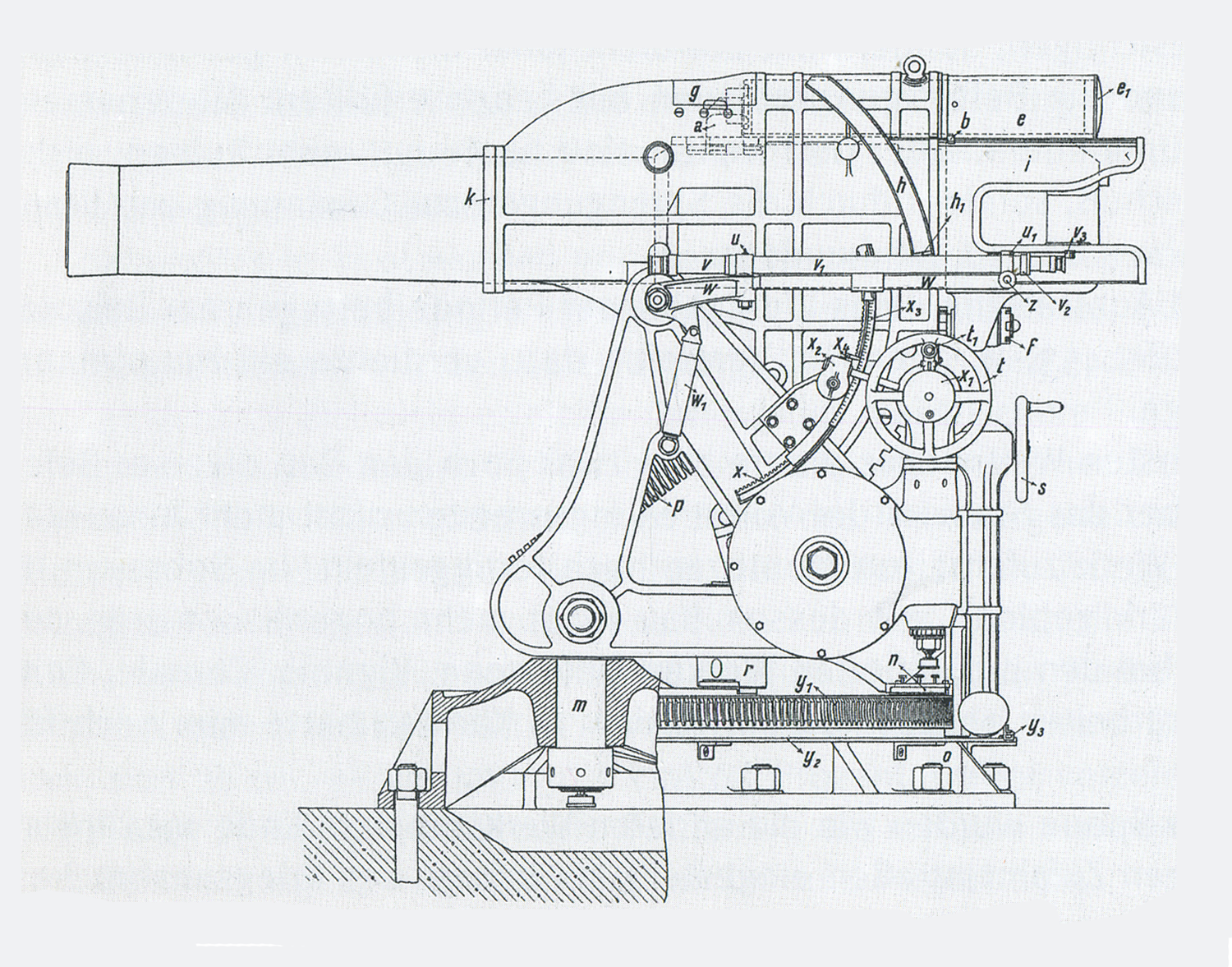
Zeichnung des Prototyps aus der vorläufigen Dienstvorschrift

Die 15-cm-Turmhaubitze 1 war ein Geschützmuster der Festungsartillerie Österreich-Ungarns.
Seitens der Österreichisch-Ungarischen Militärführung hatte man, wenn auch zu spät, erkannt, dass das in den Festungswerken auf der Hochfläche von Lavarone/Folgaria verwendete Geschützmaterial nicht den Erfordernissen entsprach. Die in den modernsten Werken eingebaute 10-cm-Turmhaubitze T.H. M.9 war ihren italienischen Gegenspielern in der Durchschlagskraft und Reichweite deutlich unterlegen. Für die sich noch im Bau (Werk Valmorbia) bzw. in der Planung befindlichen Werke sollte neben einer stärkeren Panzerkuppel auch verbesserte Artillerie zum Einsatz kommen.
Zu diesem Zwecke konstruierte man eine 15 cm Turmhaubitze als Minimalschartenkanone mit der vorläufigen Bezeichnung 15-cm-Turmhaubitze 1.
Das Geschütz saß in der Lafette der Turmhaubitze M9, wobei jedoch der vorhandenen Drehsockel zugunsten des Minimalschartensystems geändert wurde. Als weiteres war eine Kasemattlaffetierung in Betracht gezogen worden, wofür auch bereits eine vorläufige Dienstvorschrift mit der für später vorgesehenen Bezeichnung- 15-cm-Turmhaubitze M 15 - existierte.
Von der Turmhaubitze 1 wurde jedoch nur ein Exemplar angefertigt, mit dem man umfangreiche Schießversuche in der Artillerieschule in Hajmasker unternahm.
Das Vorhaben wurde schließlich aufgegeben, da an einen weiteren Bau von Festungswerken nicht zu denken war. Stattdessen wurden die, bezüglich des Geschützes gewonnenen Erkenntnisse in die Entwicklung der 15-cm-Autohaubitze M 15 eingebracht, ein Geschütz, das sich als sehr erfolgreich erweisen sollte.

## Bemerkungen
1. ↑   Unabhängig von der tatsächlichen Lage wurde dieses Gebiet im k.u.k. Militärjargon als Hochfläche der Sieben Gemeinden bezeichnet